# Parazoma semifusca
Parazoma semifusca là một loài bướm đêm trong họ Geometridae.